# Formación territorial de España
A lo largo de la historia, diversos Estados y multitud de pueblos asentaron en la península ibérica sus instituciones políticas. Dado que algunos desaparecieron y otros evolucionaron, no existe consenso historiográfico a la hora de precisar en qué momento temporal se puede situar el origen o fundación de España como país (nación o Estado), hasta el punto de que incluso se baraja la posibilidad de que tal momento no se pueda precisar, por entender que España es el fruto de un proceso evolutivo.
Existen cinco propuestas principales para situar el momento a partir del cual se puede hablar de España como país: la época del reino visigodo; la unión de Coronas a partir de los Reyes Católicos; la existencia de un primer monarca común, Carlos I; el cambio organizativo y político que el centralismo de Felipe V supuso; y la promulgación de la Constitución de Cádiz.

## Cambios fonéticos y semánticos de la palabra

### Cambios fonéticos
La palabra España deriva fonéticamente de la palabra latina "Hĭspānia", a través de tres cambios:
- la pérdida de la /h-/ inicial aspirada (regular en todas las lenguas romances).
- el paso de /ĭ/ > /e/ (regular en todas las lenguas romances, excepto en sardo).
- la palatalización de la /n/ > /ñ/ antes de la secuencia /ia/.

Sin embargo, España no puede considerarse la traducción al español de la palabra latina Hispania, ya que conceptualmente expresan significados diferentes, no siendo por lo tanto equiparables.
De acuerdo con las leyes del cambio fonético, todo cambio fonético tiende a ser uniforme en las palabras que presentan secuencias similares, así por ejemplo la palabra latina hĭstoria sufrió cambios similares a Hĭspania, como testimonia el título Estoria de España de Alfonso X del siglo XIII (de hecho la moderna palabra "historia" en su forma actual ha sido reintroducida posteriormente como cultismo en español, sustituyendo a la antigua forma estoria que, como palabra patrimonial y a diferencia del cultismo, sí había experimentado los cambios fonéticos habituales).

### Cambios semánticos

#### Pérdida del sentido geográfico de la palabra
En tiempos de los romanos "Hispania" correspondía al territorio que ocupaban en la península, Baleares y, en el siglo III, parte del norte de África (la Mauritania Tingitana, que se incluyó en el año 285 en la diócesis de Hispania).
El reino visigodo de Toledo, además de otras formulaciones que pueden encontrarse en ciertos textos (el rey Leovigildo se titula a sí mismo como rey de “Gallaecia, Hispania y Narbonensis", y en la carta del papa Gregorio Magno a Recaredo, el papa se dirige a él como "rey de los Godos y de los Suevos”), tenía como denominación propia la de Regnum gothorum ("reino de los godos"), así como la fórmula fija rex, gens vel patria gothorum para el conjunto de rey, pueblo y territorio (desde el IV Concilio de Toledo —año 633—); pero en las obras de San Isidoro y Julián de Toledo (siglo VII) se utiliza la palabra Hispania como sinónimo de ese reino. Este es el uso que hereda la historiografía asturiana (las primeras Crónicas), aunque para finales del siglo IX y el siglo X la palabra ya se aplica para el territorio peninsular dominado por los musulmanes (Al-Andalus).
También hay ejemplos de uso precoz en los reinos de la Reconquista del uso de la palabra Hispania para referirse a la parte cristiana de la península: por ejemplo, en tiempos del rey Mauregato fue compuesto el himno O Dei Verbum en el que se califica al apóstol Santiago el Mayor como dorada cabeza refulgente de "Ispaniae" ("Oh, vere digne sanctior apostole caput refulgens aureum Ispaniae, tutorque nobis et patronus vernulus")

#### Identificación con las coronas de Castilla y Aragón
A medida que avanza la conquista, varios reyes se proclamaron príncipes de España, tratando de reflejar la importancia de sus reinos en la península. Tras la unión dinástica de Castilla y Aragón, se comienza a usar en estos dos reinos el nombre de España para referirse a ambos de forma conjunta.[cita requerida]

## Edad Antigua
El origen del nombre Iberia, referido a la península en la que se encuentran actualmente Andorra, España, Portugal y la colonia británica de Gibraltar, es de origen desconocido. La teoría mayoritaria manifiesta que proviene del griego, probablemente en alusión al río Iber, actual Ebro.
Cuando los romanos ocupan Iberia, la denominan Hispania, cuyo origen también es desconocido y para el que se han formulado diversas hipótesis como la hipótesis del origen púnico que propone secuencias con base en palabras semejantes a Hispania como la secuencia I-spn-ya (tierra de conejos), de acuñación cartaginesa. Durante el Imperio romano, la diócesis de Hispania (dependiente de la prefectura de las Galias) fue dividida administrativamente en diferentes provincias, que fueron variando en número y delimitaciones, y sobrepasaron los límites geográficos de la península ibérica. Ninguna de esas provincias coincide con las actuales fronteras entre Portugal y España más allá de la frontera natural del río Guadiana. Sin embargo, para los portugueses, Portugal y Lusitania son sinónimos, y consideran que sus raíces están en la antigua Lusitania, que, según Estrabón, ocupaba el actual Portugal y la actual Galicia.
Si bien las fronteras geográficas de estas divisiones administrativas no coinciden hoy en día con las que separan a España de Portugal, la designación romana de Hispania para toda la península ha perdurado hasta nuestros días tanto dentro como fuera de sus propios límites geográficos. Evidentemente, ni la Hispania romana ni la Lusitania son los antecedentes inmediatos de los actuales Estados español y portugués.
En algunos casos se identifican como "hispanos" a las personas originarias de la península con ciudadanía romana, mientras que a la población autóctona sin ciudadanía romana se la denominaba por el nombre de la tribu íbera o celta a la que pertenecían (ilercavones, edetanos, contestanos, etc.), mientras que en otros casos se emplea la denominación de "hispanos" para todos los habitantes de la Hispania romana, como en el famoso dicho atribuido a Julio César para ridiculizar su pronunciación de b y v: "Beati Hispani quibus bibere vivere est" ("Afortunados los hispanos para los que beber es vivir").
La postura mayoritaria considera que por evolución lingüística fue transformándose, primero en Spania o Spanna y, finalmente, en "España", aunque existen otras hipótesis.

## Edad Media

### La Hispania visigoda

Hispania en el siglo VI

La invasión de los visigodos no consiguió controlar toda la península ibérica inicialmente, ya que los suevos por un lado se instalan en el noroeste estableciendo un reino independiente, (Galliciense Regnum) y por otro, el emperador bizantino Justiniano I logra dominar una gran parte del sur y el este peninsular.

Cuando (Suintila) ascendió a la cumbre de la realeza, conquistó las demás ciudades que tenía en Hispania el poder romano (se refiere a los romanos orientales o bizantinos), tras de luchar con ellas, y con gran felicidad, consiguió la gloria aumentada del triunfo por encima de todos los reyes anteriores, y fue el primero que poseyó la monarquía del reino de toda España que rodea el Oceano, cosa que a ninguno de sus antecesores le fue concedida...
San Isidoro de Sevilla "Historia Gothorum"

 puesto que sostienen que, la monarquía visigoda tenía vocación de dominio político y religioso de todo el territorio de Hispania, basándose en que, en el plano religioso, Recaredo consiguió la unión de godos (de religión arriana) con los hispanorromanos (católicos) con su conversión al catolicismo en 587 y, en el ámbito territorial, Leovigildo consiguió derrotar a Vascones (581) y Suevos (585) y en 624 Suintila consigue expulsar a los bizantinos de Hispania. Por otro lado, la monarquía y la iglesia visigodas establecen el primer órgano político con vocación de legislar en todo el territorio nacional: Los Concilios de la Iglesia Visigoda en los que, reunidos en asamblea el rey y los obispos de todas las diócesis de España decidían sobre asuntos tanto políticos como espirituales. Se establece además una capital que centraliza el poder político y religioso en Toletum.
Otros autores manifiestan que Leovigildo se titula a sí mismo como rey de "Gallaecia, Hispania y Narbonensis" y que, como en la carta del papa Gregorio Magno a Recaredo, se denominan simplemente como "rey de los Godos y de los Suevos" y que no fue hasta el año 621 que Suintila expulsó a los bizantinos del Sur de la Península y que en el Concilio de Toledo de 585 se alude a "totius Hispaniae, Gallie et Gallecie".

### Al-Ándalus
Durante el Emirato y el Califato de Córdoba, de la dinastía Omeya, los territorios controlados formaron un único Estado durante más de 300 años (la gran mayoría de la península ibérica), aunque tras la ascensión de Almanzor este terminó disgregándose en varios reinos independientes, las taifas.

Al-Ándalus en el siglo IX

Los musulmanes se refieren normalmente a la antigua Hispania romana como al-Ándalus, aunque en ocasiones este término se restringe a la parte que ocupan ellos (el cual va variando en función de la reconquista) y usan el término Gallaecia o Isbaniya para referirse a los territorios cristianos.

### Reinos cristianos

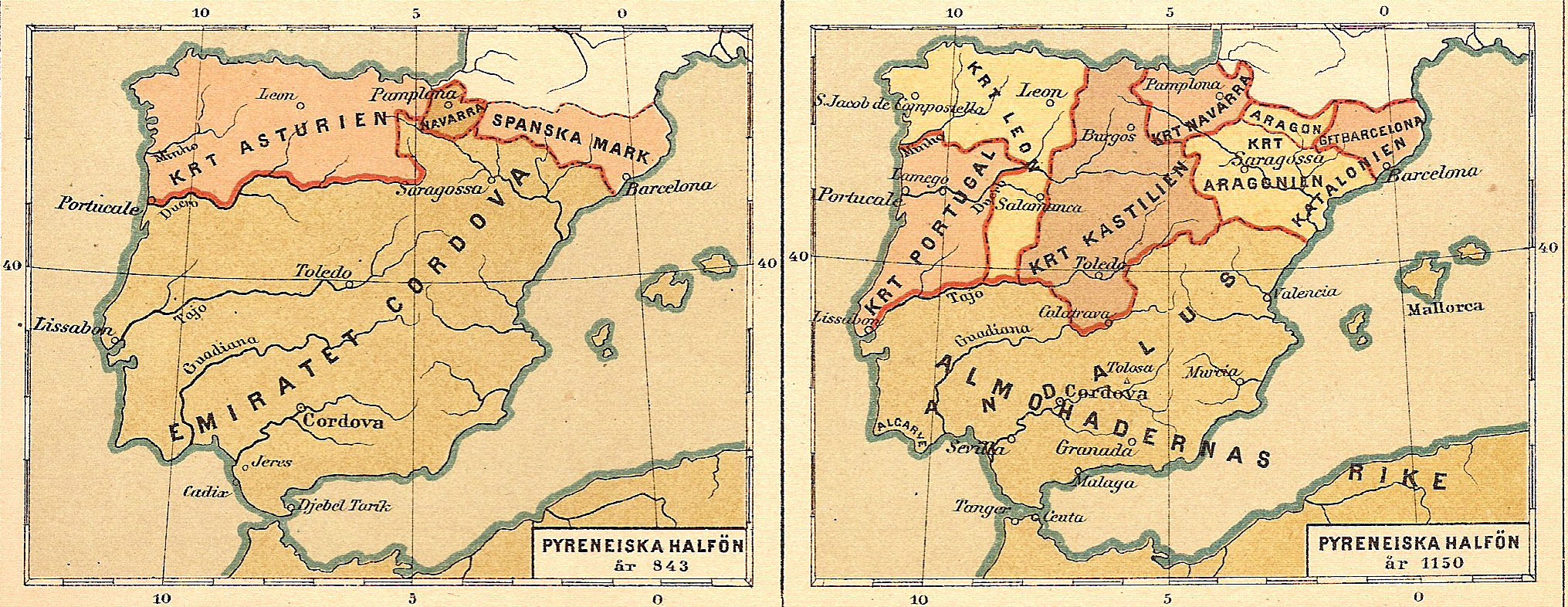
Reinos peninsulares

#### LaReconquista
Rodrigo es el último rey visigodo de toda la península, (el último rey godo es Ardón, derribado en la Narbonense) derrotado en Guadalete, y desde entonces algunos reinos cristianos se considerarán herederos del reino godo y con derecho a recuperarlo mediante la reconquista, como en el año 906 en el que Alfonso III de Asturias encabeza una carta con el texto In Dei nomine Adefonsus pro Chisti natu atque patentia Hispaniae rex., autodenominándose rey de España. y a la victoria de Covadonga en el 722, considerada por algunos un mito de la historiografía española, se la denomina como la salus Hispaniae (la salvación de Hispania).
La importancia del Reino de Galicia conlleva que Alfonso II se titule como "rey de Galicia" (Vita Karoli) y Alfonso IV "Aldefonso Gallicae Regie" (Guillermo de Malmesbury); [cita requerida] a este reino se referirán los cronistas musulmanes en el s. X:
"Entre las naciones con las que los habitantes de Al-Andalus estaban en hostilidades, la gallega era la más poderosa; a pesar de que los francos tienen hecha la guerra a los musulmanes, los gallegos constituían los más terribles enemigos". (Abdal-Monin Al-Hinyari, según transcripción de Sánchez Albornoz).
La Marca Hispánica se constituye a principios del siglo IX para evitar la penetración de los musulmanes en el territorio del Reino de los Francos. Ramón Berenguer I, conde de Barcelona, era conocido como Hispaniae subjugator.
Sancho el Mayor de Navarra, al incorporar León y Astorga a su corona (1034), asume el título propio de ese territorio y se autotitula Imperator. Lo mismo hicieron Alfonso VI y Alfonso VII de Castilla y León.

#### Alfonso X

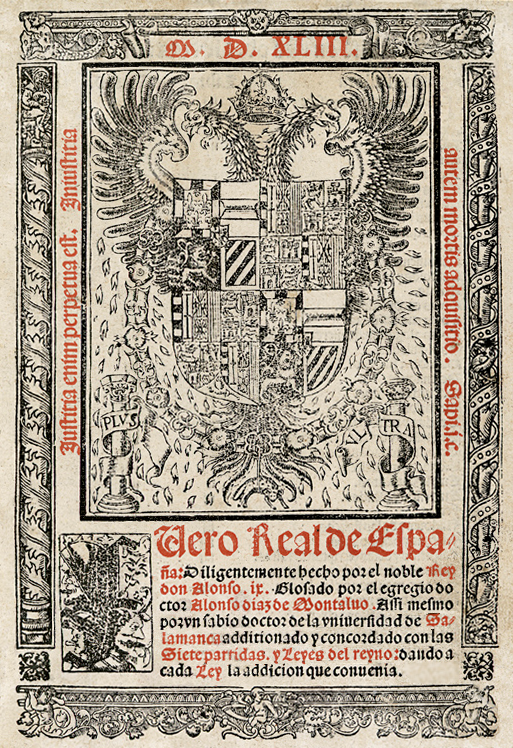
Fuero Real de Alfonso X.

Este es el periodo en que la época de grandes conquistas, que estabilizaron los territorios de la Corona de Castilla, había terminado y el rey construía un modelo jurídico-político único para todo el Reino. El otorgamiento del Fuero Real iba acompañado de la alianza con vasallos que le fueran fieles y constituirán sus cortes y aparato de nobleza.
En el siglo XIII, Alfonso X el Sabio realiza otra de sus grandes obras, la Estoria de España: Entre todas las tierras del mundo Espanna a una estremança de abondamiento et de bondad más que otra tierra ninguna (...)¡Ay Espanna! non a lengua ni engenno que pueda contar tu bien
Y en el prólogo de las Partidas, su recopilación legal, dice Éste es el libro de las leyes que fizo el muy noble rey don Alfonso,..., bisnieto de don Alfonso, Emperador de España...
Pese a que no consiguió coronarse, como era su deseo, emperador; diversos autores como Deyermond señalan que la misma concepción de una Estoria de España, que buscaba legitimar su linaje y título imperial único para los distintos reinos peninsulares desde unos orígenes bíblicos, muestra una idea unitaria de los territorios de la península ibérica, aunque en esta época era una realidad más geográfica y conceptual que efectivamente política.
Sin embargo, el conocido pasaje de la citada obra histórica donde describe la geografía española con tono encomiástico —«Del loor de España cómo es complida en todos los bienes»— tiene su precedente en uno similar de san Isidoro de Sevilla, germen de la conciencia de una entidad política y monarquía cristiana.

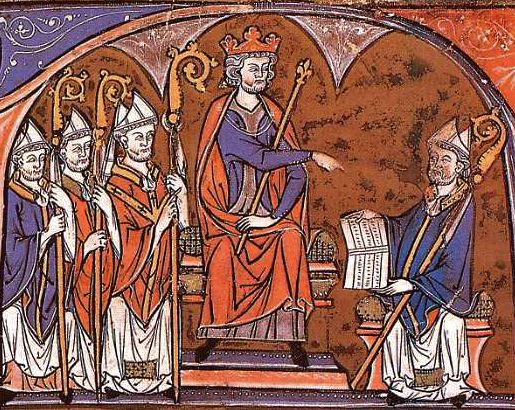
Jaime I de Aragón recibe del obispo y jurista Vidal de Canellas la compilación de los Fueros de Aragón ante otros magnates eclesiásticos del Reino. Representación en una miniatura contemporánea del rey de la propia compilación de fueros, llamada Vidal Mayor (1247-1252).

#### Jaime I
Jaime I de Aragón, el Conquistador (1208-1276), es una de las más señaladas personalidades de la Edad Media de las que se ha dicho que "expresan a España como unidad operante" (Menéndez Pidal).
En su crónica Llibre dels feits del rei en Jacme, el monarca alude a una visión profética de un fraile minorita navarro, según la cual las pugnas entre cristianos y musulmanes "en terras despanya" cesarán porque "(...) un rey ho ha tot a restaurar e a defendre aquest mal que no venga en Espanya (...)."
Cuando Jaime I decidió ayudar a Alfonso X en la conquista del Reino de Murcia (1265-1266) sin recibir nada a cambio, se encontró con las reticencias de las cortes a sufragar la costosa campaña. El rey les persuadió aduciendo, entre otras razones, que lo hacía "per salvar Espanya".

En 1274, durante el Concilio Lyon, el Conquistador se manifestó dispuesto a emprender de inmediato una nueva Cruzada con la participación de sus tropas. Cuando finalmente se decidió no llevarla a cabo, dijo a sus acompañantes: "Barons, anar nos ne podem, que huy es honrrada tota Espanya" ("Barones, ya podemos irnos, que hoy ha quedado honrada toda España").
En cuanto a otros autores, Pere Tomic escribe, alrededor de 1438, sobre la Reconquista: Perderem, oh dolor, la Espanya [...] les comtes e reys ab lurs inmortals virtuts la recobraran. ("Perderemos, oh dolor, España [...] los condes y reyes con sus inmortales virtudes la recobrarán.")

## Reyes Católicos

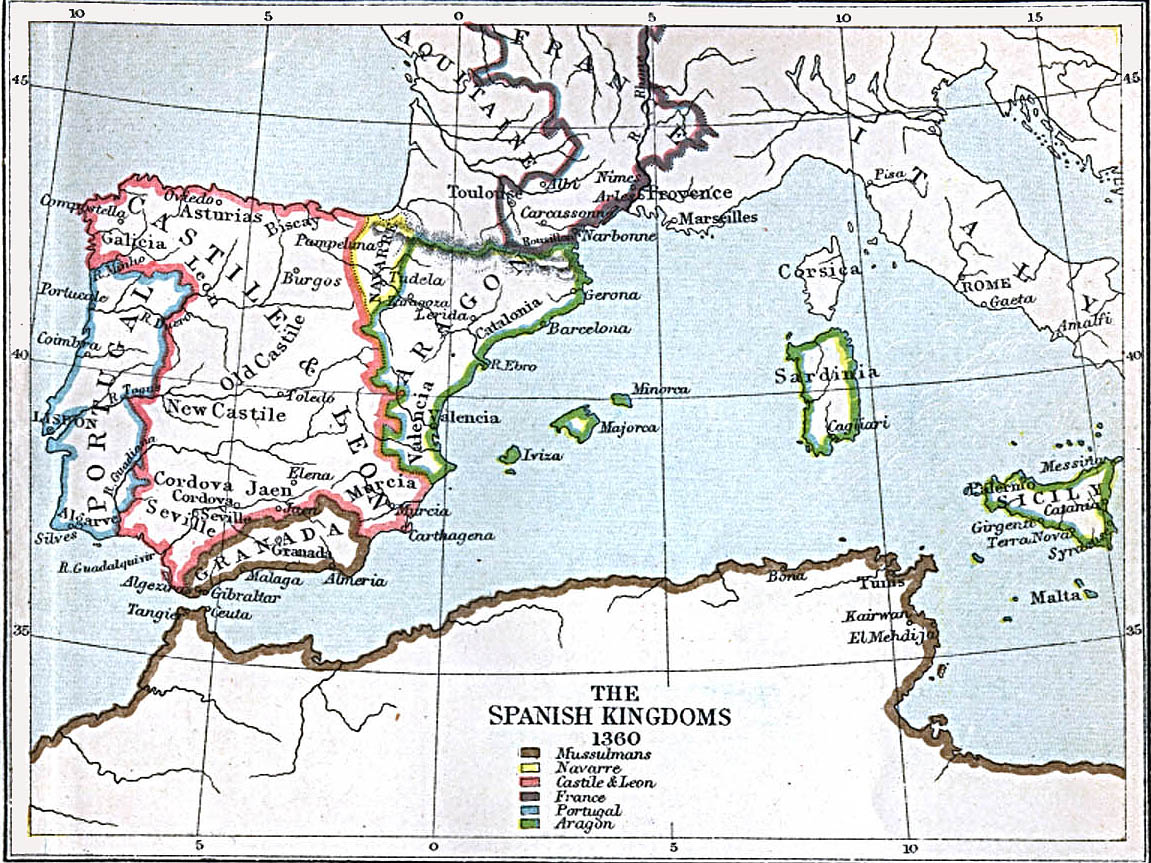
Corona de Castilla, Corona de Aragón, Reinos de Portugal, Navarra y Granada (1360)

Aunque la unión de los herederos de ambos reinos fue una unión dinástica, era también un paso hacia la construcción de la unidad de España. Así lo dicen algunos cronistas de la época como mosen Diego de Valera que en su Doctrinal de príncipes de 1476 presagiaba a Fernando el Católico: «Habréis la monarquía de todas las Españas». También el obispo de Gerona Joan Margarit se dirigía a los Reyes Católicos: «hicisteis la unión de ambas Españas, la Citerior y la Ulterior». Y Pedro Mártir de Anglería, en carta al arzobispo de Braga, escribe: 

Reyes de España llamamos a Fernando y a Isabel, porque poseen el cuerpo de España; y no obsta, para que los llamemos así, el que falten de este cuerpo dos dedillos, como son Navarra y Portugal.

Con los Reyes Católicos se dio un paso más. A partir de entonces en el extranjero se utiliza cada vez más la expresión «Reyes de España», no tanto en el interior, donde la unión se hace por arriba, conservándose en la base las diferencias entre reinos unidos en una especie de federación.
Esta predisposición a considerar la unión de las Coronas como la restitución de una idea unitaria de España, no solo se dio en círculos castellanos o próximos a Fernando. También surgió en las instituciones de los reinos y tierras de la Casa de Aragón. El notario catalán Miquel Carbonell, a la muerte de Juan II el Grande, saluda la llegada de Fernando el Católico con una misiva donde le llama «señor Rey e Príncipe de las Spanyas». En el mismo sentido, los jurados del Reino de Valencia muestran a comienzos de 1479 su contento porque en adelante «serem en grandissima bienaventurança preservats de molts e infinits dans que de primer, per no esser Spanya juncta ab la dita Cassa serenissima de Aragó».
El historiador de la época Hernando del Pulgar comenta cómo en 1479 se plantea en el Consejo Real si designar a los Reyes Católicos como Reyes de España; finalmente se acordó no usar dicha titulación:
Como quiera que los votos de algunos de su consejo eran que se intitulasen reyes o señores de España, pues sucediendo en aquellos reinos del rey de Aragón, eran señores de toda la mayor parte de ella. Pero entendieron de lo no hacer.
Los Reyes Católicos no adoptaron el título de Reyes de España, y en su intitulación larga usaron todos los que acumulaban, como se aprecia en el siguiente ejemplo: 

Don fernando é dona ysabel, por la graçia de dios Rey é Reyna de castilla, de león, de aragón, de seçilia, de granada, de toledo, de valençia, de gallizia, de mallorcas, de sevilla, [de çerdeña], de córdova, de corçega, de murçia, de jahén, de los algarbes, de algezira, de gibraltar é de las yslas de canaria, conde é condesa de barçelona, é señores de vizcaya é de molina, duques de atenas é de neopatria, condes de Rusellón é de cerdania, é marqueses de oristán ó de goçiano
Carta-puebla de Monterreal en la provincia de Pontevedra. Diploma inédito de los Reyes Católicos, Boletín de la Real Academia de la Historia, tomo 19 (1891), pp. 457-475.

 Una de las razones que impidió adoptar tal título de rey de España, fue que jurídicamente no había una entidad jurídica España la que pudiera remitirse, y la titulación de rey de España en la cancillería de los estados peninsulares podrían acarrear problemas de tipo legal; sin embargo, en los documentos y tratados internacionales sí se les otorga a los Reyes Católicos el nuevo título. Así, figuran como reyes de España en la célebre bula de 1496 por la que se les concede el título de «Reyes Católicos», o en tratados como los de Trento de 1501, Lyon de 1503 o el de Blois del año siguiente.
En 1485, Fray Ambrosio Montesino compone a petición de la reina Isabel unas coplas In Honore Sancti Johanis Evangelista que dice realizadas por mandado de la reyna de españa nuestra señora. En 1493 el gobierno municipal de Barcelona se refirió a don Fernando como el rey de Spanya, nostre senyor
En El recebimiento que se fizo al rey don Fernando en Valladolid también se le cita como rey despaña:
Esto digo porque en todas las çibdadese e villas de nuestra spaña lean e vean el reçebimiento de la muy noble e muy leal villa hecho al muy alto e muy poderoso don Fernando Cathólico, rey despaña. rey de las dos Cecilias e de Iherusalen. Porque leyendo sepan lo que en ella se fizo e uiendo a su alteza nos ymiten con seruiyios muy más altos: pues no son para el más alto prinçipe de los que hauemos leydo ni visto. Martes a teynta días de enero día tan alegre e sereno que bien se mostró el rey del cielo servido en que síruiessemos al rey de la tierra: año de quinientos e nueve entre la una e las dos su alteza llegó a media legua de la villa donde la fiesta se començo.
Los Reyes Católicos unificaron la política exterior, la hacienda real y el ejército, respetando los fueros y privilegios de sus reinos. Reservan para la Corona los temas políticos y actúan conjuntamente en política interior, si bien ninguno fue realmente "propietario" de la parte aportada por el cónyuge. En el testamento de Isabel la Católica nombra heredera a su hija Juana, nombrando regente a Fernando en caso de que Juana no quisiere o pudiere entender en la gobernación de ellos (Isabel ya sabía acerca de la locura de su hija).

Aunque no quisieron adoptar el título de Reyes de España, tenían de hecho ese título, y hay quien considera que tras la conquista de Granada en 1492, el conjunto de reinos que gobernaban es el primer esbozo de la España que hoy conocemos.
En el poder que Fernando II de Aragón da a su esposa, Isabel I de Castilla, dice Podáis en todo caso, cualesquier castillos y fortalezas, incluso aunque se tengan al uso y costumbre de España, pedirlos a sus alcaldes, castellanos, vicecastellanos y guardianes, y en vuestras manos haberlos, tenerlos y encomendarlos a ellos o a otros, a quien quisierais.

### La Conquista de Navarra
En 1512 Fernando el Católico, rey de Aragón, realiza la conquista de Navarra y se proclama rey de Navarra, con la excusa de exigir lo que consideraba derechos dinásticos de su mujer Germana de Foix y contando con el apoyo del navarro beaumontés Luis de Beaumont que era hijo del exiliado tras la Guerra civil de Navarra. Juan III de Albret y Catalina de Foix, reyes navarros, se refugian en el Bearne, manteniendo su título de rey de Navarra, desde donde prepararon la resistencia, con una larga guerra que mantendría su sucesor. Ambos legaron el título a sus sucesores, que pasaron a ser reyes de España y Francia, respectivamente, por lo que los titulares de ambas coronas eran reyes de Navarra.
El reino de Navarra había constituido un Estado independiente hasta esa fecha, en un difícil equilibrio en su última etapa entre Francia y Castilla. Tras la invasión, la Navarra peninsular conservó su condición de reino gobernada por virrey, acuñó moneda propia con la sola inscripción "Reino de Navarra" y mantuvo frontera con Castilla en el río Ebro hasta 1841.
El rey Felipe VI, actual rey de España, tiene el título honorífico de "Rey de Navarra", entre otros como de Castilla, León, Aragón, Granada, Gibraltar, Jerusalén, las Dos Sicilias. y su heredera ostenta el título de Princesa de Viana correspondiente al heredero del Reino de Navarra.
Heredera de la Corona desde la proclamación de su padre como Rey el 19 de junio de 2014, su hija Leonor ostenta el título de Princesa de Asturias, junto con los de Princesa de Gerona y Princesa de Viana, correspondientes a los primogénitos de los Reinos de Castilla, Aragón y Navarra, cuya unión formó en el siglo XVI la Monarquía española.

## Los Austrias

### Llegada de los Habsburgo: Carlos I

#### El rey extranjero

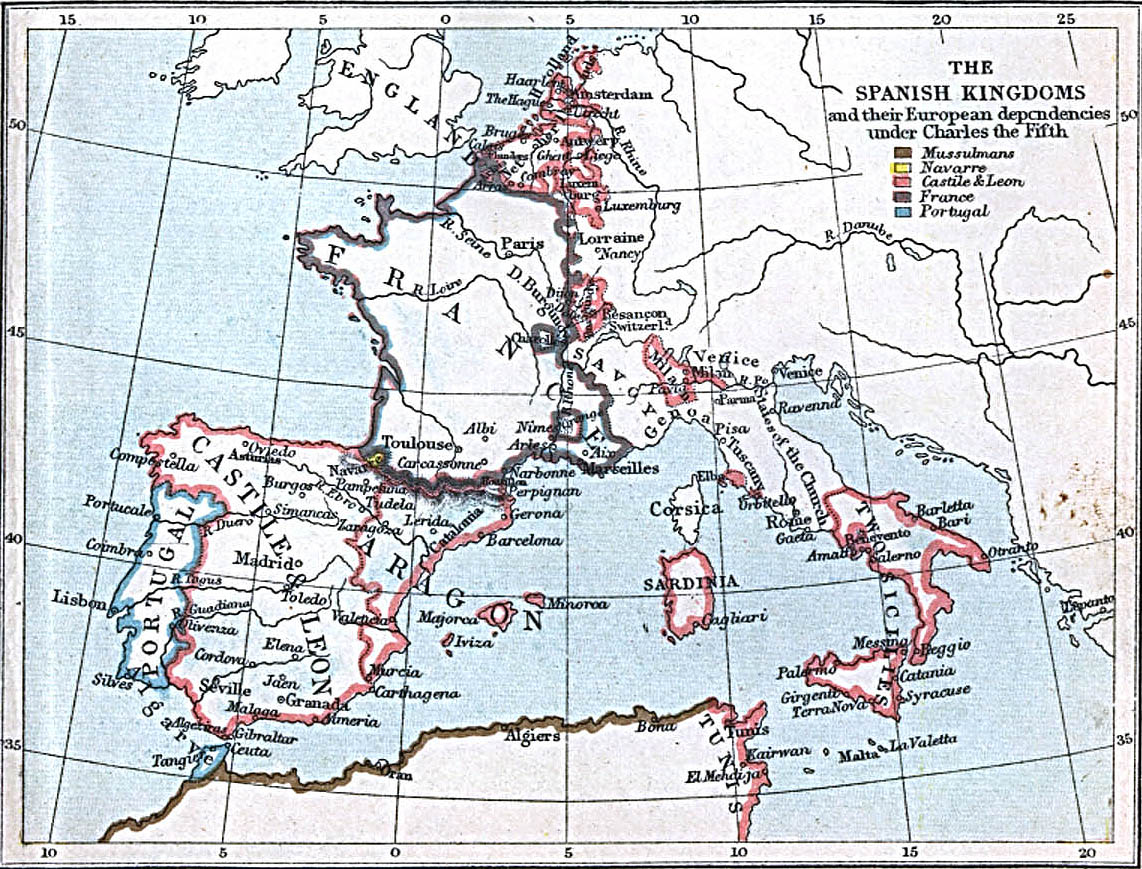
Reinos españoles y sus dominios europeos bajo Carlos I.

Carlos I a su llegada fue recibido con hostilidad: apenas sabía castellano y los puestos importantes fueron ocupados por flamencos. Al comienzo de su reinado se encuentra con la oposición de las Cortes castellanas, le niegan subsidios, y cuando soborna representantes, éstos son atacados por el pueblo. La Castilla del momento era una de las regiones más ricas y dinámicas de Europa, y Carlos I tenía claro que debía someter a las cortes para acceder a la riqueza castellana. La derrota de los comuneros sería la excusa perfecta y Carlos I reduce las Cortes de Castilla a mero órgano consultivo.
A los pocos años de su nombramiento como Rey de España (el 7 de febrero de 1518 en Castilla y en mayo del mismo año en Aragón), recibe el nombramiento de emperador (bajo Carlos V). España se ve inmersa en una idea imperial por la que no estaba entusiasmada y que a la larga sería la principal causa de la profunda crisis castellana del siglo XVII. La Guerra de las Comunidades de Castilla y las Germanías son muestra de su oposición al imperio tanto desde la corona de Castilla como de la de Aragón, respectivamente.
Tras sofocar un levantamiento con motivos similares a los de los comuneros, las Germanías valencianas, muestra una actitud más respetuosa con los fueros de los reinos de la Corona de Aragón, con tal de evitar que la crisis valenciana se extienda a Cataluña, habiéndose ya extendido a Mallorca. Al contrario que en Castilla, mantiene la división de poderes de las Cortes de cada reino, en los cuales le correspondía un tercio de la cámara como "brazo real", siendo necesaria la aprobación de las Cortes para disponer de sus recursos económicos y humanos.

#### El rey español

Cruz de San Andrés o de Borgoña, bandera militar del Imperio español.

Carlos I debe demostrar su españolidad, aprende de la revuelta de los comuneros y tras ella, pasa 7 años en España. El idioma que comienza a usar el monarca y la corte es el castellano y se casa con Isabel de Portugal para satisfacer a sus súbditos españoles, con todo lo cual acaba ganando la lealtad de los españoles.
Sus súbditos se dirigían a él como Rey de España, como se puede comprobar en las Actas de las Cortes de Santiago y La Coruña de 1520 donde, entre otras muchas menciones a España, dice  y nuestro Rey de España es fecho par la gracia de Dios, Rey de Romanos y Emperador del mundo. Junto con su madre Juana emite monedas con la leyenda CAROLUS ET JOHANA REGES HISPANIARUM ET INDIARUM.
Es fácil encontrar referencias a Carlos I como «Rey de España» (Hispania) o «Rey de las Españas» (Hispaniarum); así, por ejemplo:
- Lope de Vega le cita como rey de España,[55]
- en Los Reales alcázares de Sevilla en la Puerta del Privilegio se puede ver el escudo imperial con el águila bicéfala y una cinta roja con la inscripción: "CAROLUS V IMPERATOR HISPANIARI REX".,[56]
- en 1994 la Universidad de Granada establece el diseño de su Medalla de Oro, en la que inscribe la leyenda "CAROLUS ROMANUS IMPERATOR SEMPER AUGUSTUS HISPANIARUM REX FUNDATOR UNIVERSITATIS GRANATENSIS".

Sin embargo esas menciones al "rey de España" han de tomarse con prudencia, pues, según Joseph Pérez: «Hablar de rey de España es impropio: no había un Reino de España. Además, ese soberano reinaba también sobre territorios situados fuera de la península ibérica. Durante el reinado de Carlos V, se decía «el Emperador», lo que evitaba toda clase de equívocos. A partir de Felipe II, se volvió a usar el título que el Papa Alejandro VI había dado a Fernando e Isabel en 1496: Rey Católico. Así, se evitaba un error de derecho y no se herían susceptibilidades. Esa es la razón por la que es preferible hablar de Monarquía Católica, en lugar de Monarquía Hispánica, comodidad de vocabulario que no debemos tomar al pie de la letra: la expresión no juzga en modo alguno el carácter religioso de la política aplicada. Es cierto que en el lenguaje corriente no se tienen esos escrúpulos. Muy pronto se llamó España a la doble monarquía Castilla-Aragón por oposición a Portugal y la emancipación de este último territorio, a mediados del siglo XII, no hizo sino reforzar ese uso y generalizarlo».
Aunque Joseph Pérez no duda en otorgar una configuración, identidad y conciencia de España, que se desarrolla con afán a la llegada de los Reyes Católicos, mentando literalmente: «A mediados del siglo XV, en la península ibérica no quedaban más que cuatro reinos cristianos: Portugal, Castilla, Aragón y Navarra. Los cuatro se consideraban originales, distintos, pero hermanos: todos eran españoles. A pesar de las diferencias políticas, existía una solidaridad indudable, se consideraban hermanos y compartían la idea de reconstituir la unidad política perdida(...) Los enlaces matrimoniales estaban destinados a recuperar la unidad peninsular y la boda de Isabel de Castilla y Fernando de Aragón, en 1469, puso los cimientos de ese proceso(...) Es mucho más que una simple unión dinástica [por los Reyes Católicos]. Es una unión política. Las dos Coronas conservan sus instituciones, su lengua, sus aduanas, etc. Pero, al tiempo, tienen conciencia de formar parte de un mismo grupo y el propósito de que la unidad, existente ya desde el punto de vista cultural, sea política(...) Visto desde fuera, a partir de los Reyes Católicos, España es una unidad. En el exterior se habla de la política española, del ejército español, de la monarquía española. Hay dos Coronas, pero desde fuera, y esto acaba teniendo consecuencias dentro, lo que se fragua es España.»
En 1520 reconoce como "Grandes de España" a los 25 poseedores de los más antiguos y principales títulos nobiliarios españoles de aquella época.[cita requerida] A partir de Carlos I, todos los demás reyes de España adoptan el título de Rey de las Españas como título abreviado, empleando todos sus títulos en las ocasiones solemnes.
Según el historiador Juan Pablo Fusi, «Carlos V no tuvo grandes problemas en la Península. La estabilidad interna de la monarquía hispánica a lo largo de los siglos XVI y XVII fue incuestionablemente superior a la de Francia o Inglaterra, las otras dos grandes "naciones" modernas. Aunque no fijó capital ni una corte estable -pasó veintiocho años en Borgoña y dieciocho años en España, en siete periodos distintos-, Carlos V reemplazó el sistema de los Reyes Católicos por un régimen nuevo basado en el rey, los secretarios reales, los Consejos (creó el Consejo de Estado en 1521 y el Consejo de Guerra en 1522 que se añadieron a los cuatro preexistentes: Inquisión, Cruzada, Castilla, Aragón) y virreyes, gobernadores y capitanes generales como clave del poder territorial. Carlos V engrandeció y solemnizó los instrumentos de representación oficial (presencia del águila imperial en edificios y lugares públicos) e introdujo el complicado ceremonial de corte, como forma de magnificar el poder monárquico: España avanzó decididamente hacia el estado absoluto». El Consejo de Estado que conformó en 1521 supuso una armonización competencial entre los diferentes territorios de la monarquía, pues se hallaba por encima de los demás organismos vinculados a los reinos o a un área de competencias concretas. Esta dimensión supraterritorial del Consejo de Estado explica, igualmente, sus ámbitos competenciales: competencia exclusiva en la política internacional, pero también en cualquier asunto importante de la política interior de los reinos.

### Felipe II
Desde su nacimiento, Felipe II es denominado Príncipe de España. Sus títulos oficiales son Príncipe de Asturias y de Gerona y Primogénito de los reinos de Castilla, Aragón, etc. Se sigue utilizando, como Carlos I, el título abreviado de Rey de las Españas, como puede comprobarse en las acuñaciones de monedas durante sus reinados. En los documentos oficiales utilizan todos sus títulos, desde Rey de Castilla hasta Señor de Molina.
Felipe II es un rey criado y educado en España e intenta dedicarse principalmente a los intereses de sus reinos, a diferencia de su padre Carlos I que gobernó España como un emperador y viendo España (mayormente Castilla) como una fuente de recursos para su proyecto imperial y sus inacabables guerras europeas. Felipe II debía de considerar las particularidades de sus reinos y provincias, así su padre le deja escrito acerca de la mayor dificultad de gobernar la corona de Aragón, como muestra el siguiente consejo:
He ordenado aquí el Consejo de Aragón, y también se os harán instrucciones sobre la gobernación de los reinos de la Corona y sobre la manera del firmar, a lo cual me remito, y usaréis conforme a lo contenido en ellas y a lo susodicho. Salvo os aviso que es necesario que en ello seáis muy sobre aviso, porque más presto podríades errar en esta gobernación que en la de Castilla, así por ser los fueros y constituciones tales, como porque sus pasiones no son menores que las de otros, y ósenlas más mostrar y tienen más disculpas, y hay menos maneras de poderlas averiguar y castigar.
En 1572, el escritor Luís de Camões después de más de 25 años de trabajo termina su obra Os Lusíadas (Los de Lusitania), canto épico sobre la hazaña de Vasco de Gama y la historia de Portugal. Al término de la descripción de las naciones europeas, desde Rusia hasta el extremo occidente, dice, en su canto tercero:
Eis aqui se descobre a nobre Espanha,
Como cabeça ali de Europa toda,...
...Com nações diferentes se engrandece,
Cercadas com as ondas do Oceano;
Todas de tal nobreza e tal valor,
Que qualquer delas cuida que é melhor.
Tem o Tarragonês, que se fez claro
Sujeitando Parténope inquieta;
O Navarro, as Astúrias, que reparo
Já foram contra a gente Mahometa;
Tem o Galego cauto, e o grande e raro
Castelhano, a quem fez o seu Planeta
Restituidor de Espanha e senhor dela,
Bétis, Lião, Granada, com Castela.
Como concepto geográfico e histórico, la palabra España designaba a la vez toda la península ibérica, incluido Portugal pese a ser un reino independiente, como sigue diciendo:
Eis aqui, quase cume da cabeça
De Europa toda, o Reino Lusitano,
Onde a terra se acaba e o mar começa,
E onde Febo repousa no Oceano.
Este quis o Céu justo que floresça
Nas armas contra o torpe Mauritano,
Deitando-o de si fora, e lá na ardente
África estar quieto o não consente.
Esta é a ditosa pátria minha amada,
A qual se o Céu me dá que eu sem perigo
Torne, com esta empresa já acabada,
Acabe-se esta luz ali comigo.
Esta foi Lusitânia, derivada
De Luso, ou Lisa, que de Baco antigo
Filhos foram, parece, ou companheiros,
E nela então os Íncolas primeiros.
En tiempos de Felipe II, por un exceso de celo en la aplicación de los fueros, y discrepancias sobre esta aplicación entre el rey y el Justicia Mayor, se produjeron las Turbaciones de Aragón (1590 a 1591).

#### Anexión de Portugal
En 1580, con Felipe II los Austrias extienden su dominio a la totalidad de la península, al acceder Felipe II al trono del Reino de Portugal.
Felipe II mantiene la separación de los reinos de España y Portugal, utilizando en sus sellos el título de PHILIPPUS DEI GRATIA REX HISPANIARVM VTRIVSQVE SICILIAE HIERVSALEM ET PORTVGALLIAE

### De Felipe III a Carlos II: Intentos centralizadores y sublevaciones independentistas
En la España de los Austrias, los reinos disponían de sus propias leyes y particularidades constitucionales e incluso existían fronteras entre los diversos territorios. Gracián escribe en la Monarquía de España, donde las provincias son muchas, las naciones diferentes, las lenguas varias, las inclinaciones opuestas, los climas encontrados, así como es menester gran capacidad para conservar, así mucha para unir.
Durante el reinado de Felipe III se publica el Tesoro de la lengua castellana o española, obra del erudito Sebastián de Covarrubias, en donde se expone la siguiente definición de nación: "Nación, del nombre latino natio, is, vale reyno o provincia estendida, como la nación española"
Francisco de Gilabert manifestaba lo siguiente:
La monarquía de España, por ser tan extendida, se forma de diversos temperamentos de tierras, cuyas calidades dan diversas inclinaciones a sus habitadores
El poder real era más absoluto en Castilla, debiendo el rey respetar los fueros de Aragón, Navarra y las provincias vascas, así como los de Portugal, Flandes, etc. Por ello desde la monarquía se perseguirán medidas homogeneizadoras a semejanza de las leyes castellanas, aunque desde Castilla no se contempla una homogeneización legislativa ni fronteriza. Como atestigua el siguiente extracto del Consejo de Finanzas (1622), solo se solicita equidad fiscal:
El mayor beneficio de las fronteras son las provincias mismas, y por ello, es razonable el mantenerlas, si bien Castilla no debe llevar en solitario la carga fiscal [...] los castellanos están oprimidos y ahogados en tributos
Pues existía una asimetría en cuanto a las cargas del imperio y Castilla cargaba exclusivamente con el peso de los enormes gastos de defensa. Por ello desde la corona de Castilla se considera que hay una disfunción fiscal y se busca un reparto de cargas, así lo atestigua el siguiente extracto de las Cortes castellanas de 1622:
La mejor solución sería un acuerdo mediante el cual los reinos y provincias de Aragón, Portugal, Navarra, Vizcaya y Guipúzcoa hagan una contribución equivalente de tropas, pues aunque todas se benefician de la defensa y conservación de la monarquía es un hecho que han escapado a sus costes. No hay justificación para la exención. Por justicia natural, todos los que se benefician de algo común deben realizar sus apropiadas contribuciones. Es más, no poseen fueros o leyes que les conceda esa exención, y si el caso fuera, no sería justo invocarlas
Pero, además, las desigualdades y diferencias no eran únicamente fiscales, sino también en cuanto a derechos y deberes de los ciudadanos con respecto a las instituciones a las que dependen. De hecho, los ciudadanos de un reino eran considerados extranjeros en otro, como por ejemplo los castellanos y portugueses para cargos institucionales, políticos y administrativos de la Corona de Aragón, lo cual no estaba permitido por sus constituciones. La naturalidad local fue un freno a la construcción de un Estado-nación español. Pero hubo nombramientos de castellanos eclesiásticos en Cataluña en el siglo XVI, lo que dio lugar a argumentos como: comer el pan de nuestros hijos, beber la sangre de nuestros padres los perros de Castilla (menjar el pa de nostres fills, beure la sang de nostres pares los cans de Castella).
Como consecuencia, el conde duque de Olivares Gaspar Guzmán intenta llevar a cabo una serie de proyectos de homogeneización y centralización de todos los reinos hispánicos emulando el absolutismo monárquico predominante en la época. Su proyecto principal para alcanzar dicho objertivo será la Unión de Armas.
Así mismo, Gaspar de Guzmán escribe sus Papeles dados a Felipe IV sobre materias de gobierno de España y sus agregados (año 1625), en el que, entre otras, y después de unas consideraciones previas sobre la importancia de que todos sus súbditos tengan los mismos derechos que los castellanos, para que estos dejen de ser vistos con celos y rencores en los demás reinos de España, Italia y Flandes, le hace llegar al rey la siguiente reflexión:
Tenga V. M. por el negocio más importante de su Monarquía, el hacerse Rey de España; quiero decir, Señor, que no se contente V. M. con ser Rey de Portugal, de Aragón, de Valencia, Conde de Barcelona sino que trabaje y piense con consejo mudado y secreto, por reducir 'estos reinos de que se compone España, al estilo y leyes de Castilla sin ninguna diferencia, que si V. M. lo alcanza será el Príncipe más poderoso del mundo.
Sin embargo, desde el resto de los reinos hispánicos se perciben los planes del conde duque como una pretensión de Castilla de dominar toda la península.

Cesión del Rosellón (Rosselló) por el Tratado de los Pirineos.

Los intentos absolutistas homegenizadores de los Austrias tuvieron como respuestas las dos grandes sublevaciones que tendrían lugar en 1640, la Guerra de Restauración por la que Portugal recobra definitivamente su independencia con una nueva dinastía portuguesa, la frustrada Guerra de los segadores catalana (de esta última Francia se quedó con el Rosellón), así como, la históricamente controvertida conspiración del duque de Medina Sidonia en Andalucía.
El año 1674, cuando se intenta en Cádiz que, para comerciar con Indias, los catalanes tengan consulado propio, al igual que franceses, genoveses y demás extranjeros, el representante de los marinos catalanes escribe a la Reina en los siguientes términos:
Tener cónsul en una parte y tierra es por las naciones, que son propiamente naciones, pero no por aquellas que son inmediatas vasallas de una Corona, como lo son las cathalanas de la Real Corona de S. M. (q.D.g.), los quales como a propios vasallos son y se nombran españoles, siendo como es indubitable que Cathaluña es España» (...) «No ha sido ni es de quitar a los cathalanes al ser tenidos por españoles, como lo son, y no por naciones..
La organización de la España de los Austrias era compleja, pues cada territorio continuaba con leyes propias y organización medievales. Esto último chocaría en ocasiones con una monarquía cada vez más influida por el creciente absolutismo en Europa.

## Llegada de los Borbones: Felipe V y la guerra de sucesión
- Artículo relacionado: Guerra de Sucesión Española

La Guerra de Sucesión no comienza en territorio español hasta 1704, pues hasta ese momento no se discute la legitimidad de Felipe de Anjou (Felipe V) al trono español (al que accede en 1700 por el testamento de Carlos II). La oposición al nuevo rey se produce tras la alianza antifrancesa que en 1702 une a Inglaterra, Holanda, Austria y Portugal para defender sus propios intereses. El mayor problema que se le ve a Felipe V es que es francés y se le contempla con recelo desde sectores de las dos coronas; existe un recelo hacia Francia y se teme por España:
Franceses y más franceses
se ven por todas las calles y nos dice cata Francia
España que ya acabaste
Si bien la mayor hostilidad la encontrará Felipe V en la corona de Aragón, pero ni aun cuando la propaganda proborbónica hace alusión al origen carolingio de la marca hispánica consigue convencer de la naturalidad de un rey francés para Cataluña:
Felipe V no es extraño sino patricio, natural y buen catalán cuando la real sangre que alimenta sus venas ha salido de los cristales transparentes de este perenne y claro frente de nobleza del Principado de Cataluña [...] El rey de Francia, Pepino (sic), hijo de Carlos Martel y padre de Carlomagno envió a Cataluña para gobernar a su sobrino Wilfredo.
Como trasfondo de este conflicto dinástico también estaba el choque de intereses en el comercio con América, entre la monarquía francesa y la española, por un lado, y la monarquía inglesa y la holandesa, por otro.
Todo se lo llevarían los ingleses y los holandeses y no serviría de nada aquel vasto mundo a los españoles a quienes ha costado tantos trabajos, tanta sangre y tantas vidas.
Otra muestra es este extracto de La locura holandesa:
Todos saben que los holandeses no desean sino enflaquecer la Monarquía de España, pues de ciento y cuarenta años a esta parte, su aplicación principal ha sido trabajar en su abatimientos.

Cesiones por el tratado de Utrecht.

El tratado de Utrecht daría la razón a ambas posturas. Los dominios europeos de la Corona española se reducirían en gran medida, repartiéndose entre los diferentes contendientes los dominios extrapeninsulares: Menorca y Gibraltar (a Inglaterra), Sicilia (a Saboya), el Milasenado, Nápoles y Cerdeña (a Austria), Gueldres del Norte (a Brandeburgo) y la barrera flamenca (a los Países Bajos), además de la pérdida del monopolio comercial con América. La concepción territorial actual de España ya se asemeja con el nuevo conjunto de dominios territoriales bajo una misma soberanía, depositaria en el rey Felipe V, a excepción de Menorca y de los virreinatos americanos.

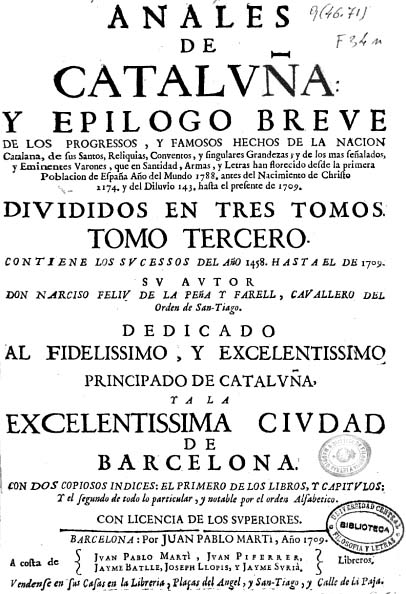
Anales de Cataluña (1709) obra del austracista Narciso Feliu de la Peña.
Dedicó el tercer tomo de su obra a Dios, al Rey y a su Patria: Cataluña: «Y como soy Catalan, por natural de Barcelona, y el Principado de Cataluña sea Patria general de todos los Catalanes»

Aunque Felipe V gozó de apoyos en ambas coronas, al igual que la apuesta por el archiduque Carlos, el pueblo castellano se decide mayormente por el candidato francés y la Corona aragonesa por el archiduque Carlos. El objetivo de la apuesta aragonesa (catalana mayormente) era conseguir una mayor influencia sobre el conjunto de España a través de la corona. En un principio la apuesta con más probabilidades de éxito parecía ser la del archiduque Carlos y la alianza. A lo que hay que añadir la experiencia negativa del yugo francés en el periodo 1641-52, debido a que la Generalidad, vista la inviabilidad de su recientemente proclamada República Catalana independiente, nombra a Luis XIII conde de Barcelona. Castilla por su parte, aparte de considerar a Felipe V como la opción legítima, no había tenido una buena experiencia con los Austrias en los aspectos económico y fiscal.
La defensa de Barcelona se considera en clave de defensa de la propia Patria y rey Carlos de Austria, así como por la libertad de toda España contra el invasor francés Felipe V, tal como muestra el extracto del bando que los Tres Comunes de Cataluña ordenaron pregonar por las calles de Barcelona a las tres de la tarde del 11 de septiembre de 1714:
Se hace saber a todos generalmente, de parte de los tres Excelentísimos Comunes, considerando el parecer de los Señores de la Junta de Gobierno, personas asociadas, nobles, ciudadanos y oficiales de guerra, que separadamente están impidiendo que los enemigos se internen en la ciudad; atendiendo que la deplorable infelicidad de esta ciudad, en la que hoy reside la libertad de todo el Principado y de toda España, está expuesta al último extremo de someterse a una entera esclavitud. [...]. Se hace también saber, que siendo la esclavitud cierta y forzosa, en obligación de sus cargos, explican, declaran y protestan los presentes, y dan testimonio a las generaciones venideras, de que han ejecutado las últimas exhortaciones y esfuerzos, quejándose de todos los males, ruinas y desolaciones que sobrevengan a nuestra común y afligida Patria, y extermine todos los honores y privilegios, quedando esclavos con los demás españoles engañados y todos en esclavitud del dominio francés; pero así y todo se confía, que todos como verdaderos hijos de la Patria, amantes de la libertad, acudirán a los lugares señalados, a fin de derramar gloriosamente su sangre y su vida por su Rey, por su honor, por la Patria y por la libertad de toda España

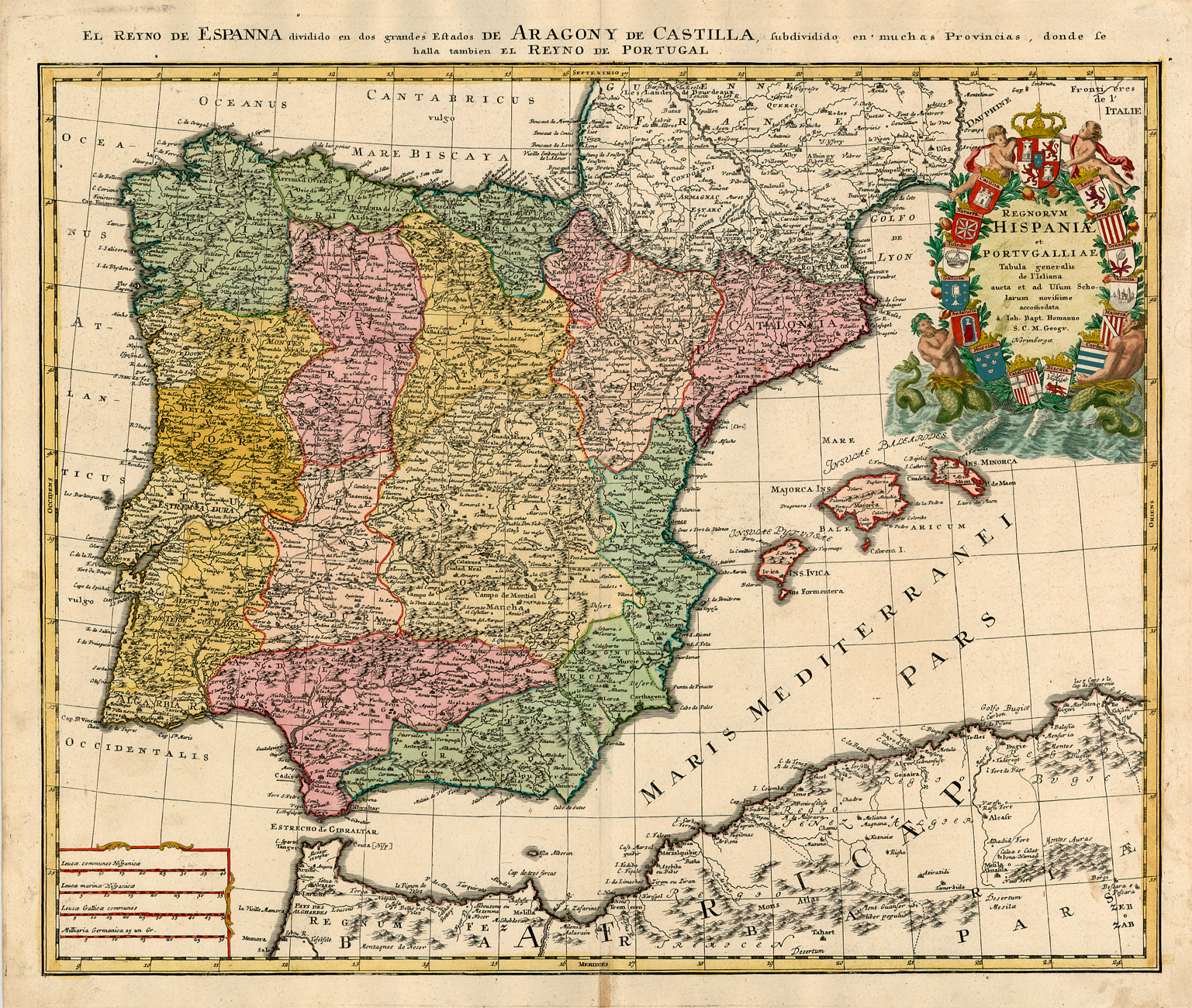
Johann Baptiste Homann, Regnorum Hispaniae et Portugalliae, Núremberg, 1728. Mapa de España dividido en regiones con sus escudos heráldicos.

Tras derrotar al pretendiente austriaco a la sucesión del trono, Felipe V de España va publicando decretos de Nueva Planta diferentes para Aragón y Valencia (1707), Aragón (1711), Cataluña (1715) y Baleares (1715). En ellos deroga parte de los fueros y derechos de los territorios de la Corona de Aragón, lo cual justifica el monarca mediante tres argumentaciones:
- La ruptura del juramento de fidelidad de sus súbditos pertenecientes a los reinos de la Corona de Aragón, que se levantaron en armas contra él.
- Derecho de conquista, puesto que esos territorios fueron conquistados con su ejército y tenía plena disposición sobre ellos.
- La soberanía, la cual únicamente reside en el rey, siendo uno de los principales atributos la imposición y derogación de las leyes.

De esta manera, con el nuevo rey Borbón se da un impulso al proceso de unificación política, administrativa y jurídica de España, con la aplicación de las instituciones de Castilla a la Corona de Aragón. Sin embargo, los decretos tenían matices y efectos diferentes según el territorio, siendo el primero de los decretos el más duro, pues significó la pérdida para siempre del derecho valenciano (y del aragonés, temporalmente); en el segundo, el rey recapacitó, lo cual vino a paliar la medida abolicionista del anterior decreto. Los sucesivos decretos serán más flexibles, acabando con las instituciones catalanas y baleares, pero restableciendo el monarca sus derechos civiles, penales y administrativos, así como sus Consulados de mar y su jurisdicción; y, además, no afectaron al Valle de Arán, Navarra y las Provincias Vascongadas, los cuales mantienen inalterados sus fueros por haber sido leales a Felipe de Anjou.

## Edad Contemporánea
Hasta la Edad Contemporánea, median más de dos milenios de historia política desde Hispania hasta la España del XIX, este fue el siglo políticamente más controvertido, el que supone el mayor punto de inflexión desde una notable gravedad geopolítica, producto de una larga tradición romana, monárquica, noble, cristiana y humanista, hasta un constitucionalismo gestado en los ideales popularizados por la presión constante del mercantilismo, el racionalismo, la emotividad del romanticismo y una nueva formulación de lo que antaño significara «ilustre», la ilustración frente al clasicismo.
1802, mediante el Tratado de Amiens, la isla de Menorca sería devuelta a la corona. Inmediato al Motín de Aranjuez Fernando VII, a 19 de marzo de 1808, recibirá el trono en la misma localidad por abdicación de su padre Carlos IV seguida del levantamiento del 2 de mayo. Todo el territorio actual de España sería, por vez primera, gobernado por unas controvertidas Cortes constitucionales, autoproclamadas en 1812, por una facción de políticos subsumidos en la denominada guerra de Independencia española, en ausencia del rey y en presencia de una singular regencia que cesará con el Tratado de Valençay.
Tal fue inaugurado a partir de los reyes Católicos, después de Bonaparte y hasta Isabel II de España, los reyes refieren sus títulos con la forma abreviada de Rey de las Españas y de las Indias.

### El estatuto de 1808
El Estatuto de Bayona es el primer texto jurídico, que a modo de ensayo y mediante el factótum popular bonapartista, con vistas a una futura «Constitución Ilustrada» y tras la operación de cautiverio de la familia real en Valençay, Bonaparte intentará introducir en España, esperando que aquel sector del pueblo afrancesado lo admitiría sin reservas y que el resto también lo haría sin remedio, si bien no se trataba de una auténtica constitución, sino de una de las nominadas cartas otorgadas.

Pese a que aboga por la supresión de las aduanas interiores, deja este aspecto para más adelante, al decir:
- Art. 144. Los fueros particulares de las provincias de Navarra, Vizcaya, Guipúzcoa y Alava se examinarán en las primeras Cortes, para determinar lo que se juzgue más conveniente al interés de las mismas provincias y al de la nación.[81]

Por primera vez en la historia de España, establece que el rey solo utilizará el título abreviado.
- Art. 4. En todos los edictos, leyes y reglamentos, los títulos del Rey de las Españas serán: D. N..., por la gracia de Dios y por la Constitución del Estado, Rey de las Españas y de las Indias[81]

### La Constitución de 1812
El liberalismo introducido tras la invasión francesa conlleva una serie de cambios importantes en la organización territorial e intenta imponer el centralismo eliminando la autonomía existente en ciertas partes de las Españas, donde pervivían los regímenes forales que eran considerados propios del Antiguo Régimen. Surge a nivel europeo el concepto moderno de "Estado" y así, en la Constitución de 1812, referente a la organización territorial, se reconocía la integración del Estado en comarcas y provincias con cierta descentralización incipiente de carácter administrativo. El gobierno se articulaba a través de Diputaciones y Ayuntamientos y se preveía la figura del Jefe Superior, nombrado por el rey, al que se le confería el gobierno político de las provincias y presidencia de los Ayuntamientos (donde hubiere). Es una excepción al principio electivo, interferencia del poder central en las instituciones locales y un precedente de la institución del Gobernador civil.
En las Cortes de Cádiz participan representantes de algunas provincias españolas y también de los territorios americanos y de Filipinas. Se derogan los señoríos jurisdiccionales, desapareciendo así la división entre señorío y realengo y se manifiesta por Argüelles, uno de los asistentes, "Españoles ya tenéis patria".

### Fernando VII e Isabel II

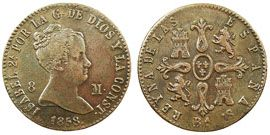
Moneda de Isabel II con su título oficial de "Reyna de las Españas".

- Artículos relacionados: Ilustración política en España y Reinado de Isabel II de España

Fernando VII, al retornar a España, deroga la Constitución de Cádiz y vuelve a usar todos sus títulos, manteniendo la forma de Rey de las Españas y de las Indias como forma abreviada. Durante el Trienio Liberal (1820-1830) el título oficial es "Rey de las Españas".

Su hija Isabel II, bajo la regencia de su madre, también utiliza todos sus títulos hasta la Constitución de 1837, en cuyo preámbulo dice:
- Doña Isabel II, por la gracia de Dios y la Constitución de la Monarquía española, Reina de las Españas; y en su Real nombre, y durante su menor edad, la Reina viuda su madre Doña María Cristina de Borbón, Gobernadora del Reino;[82]

#### La división provincial de Javier de Burgos

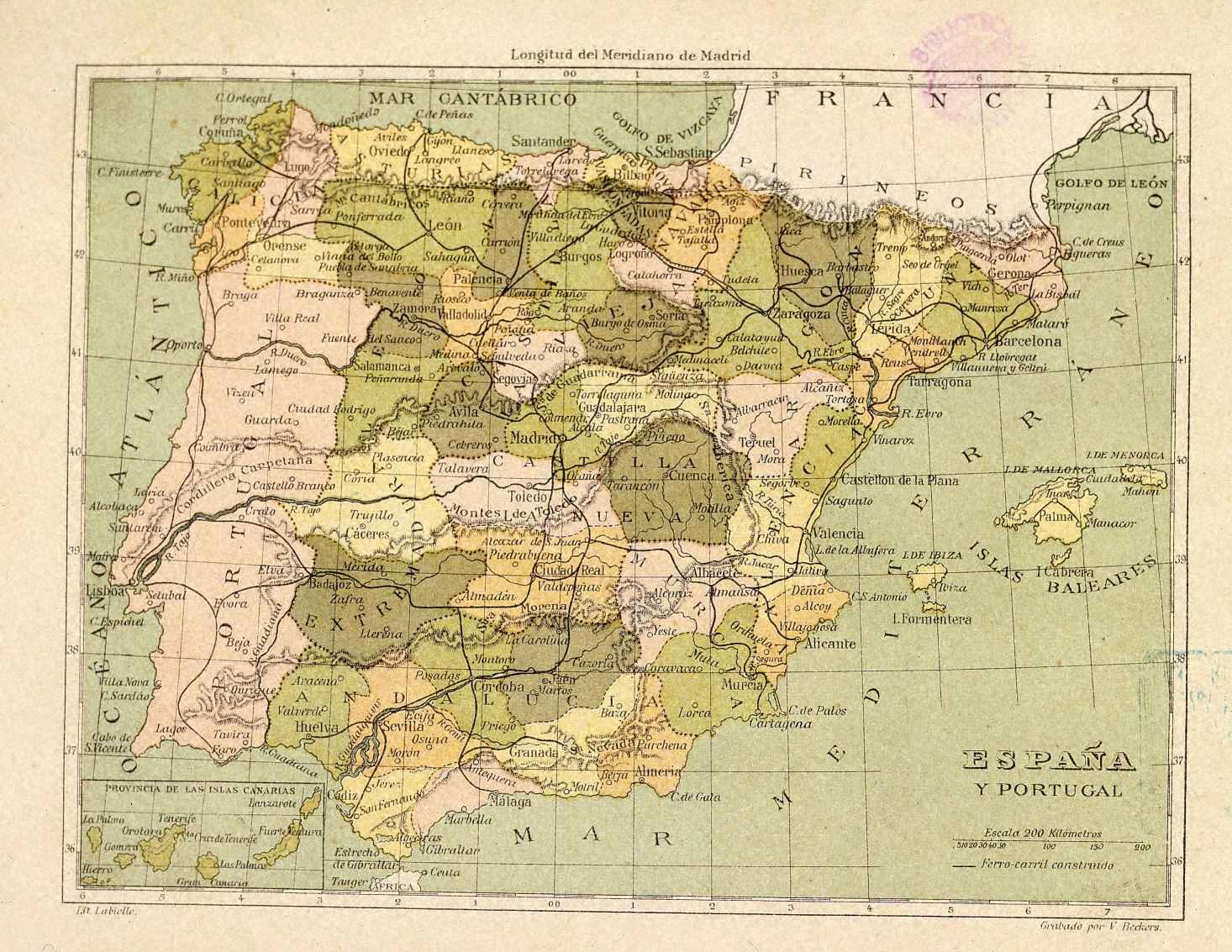
División provincial de España (V. Beckers, 1850).

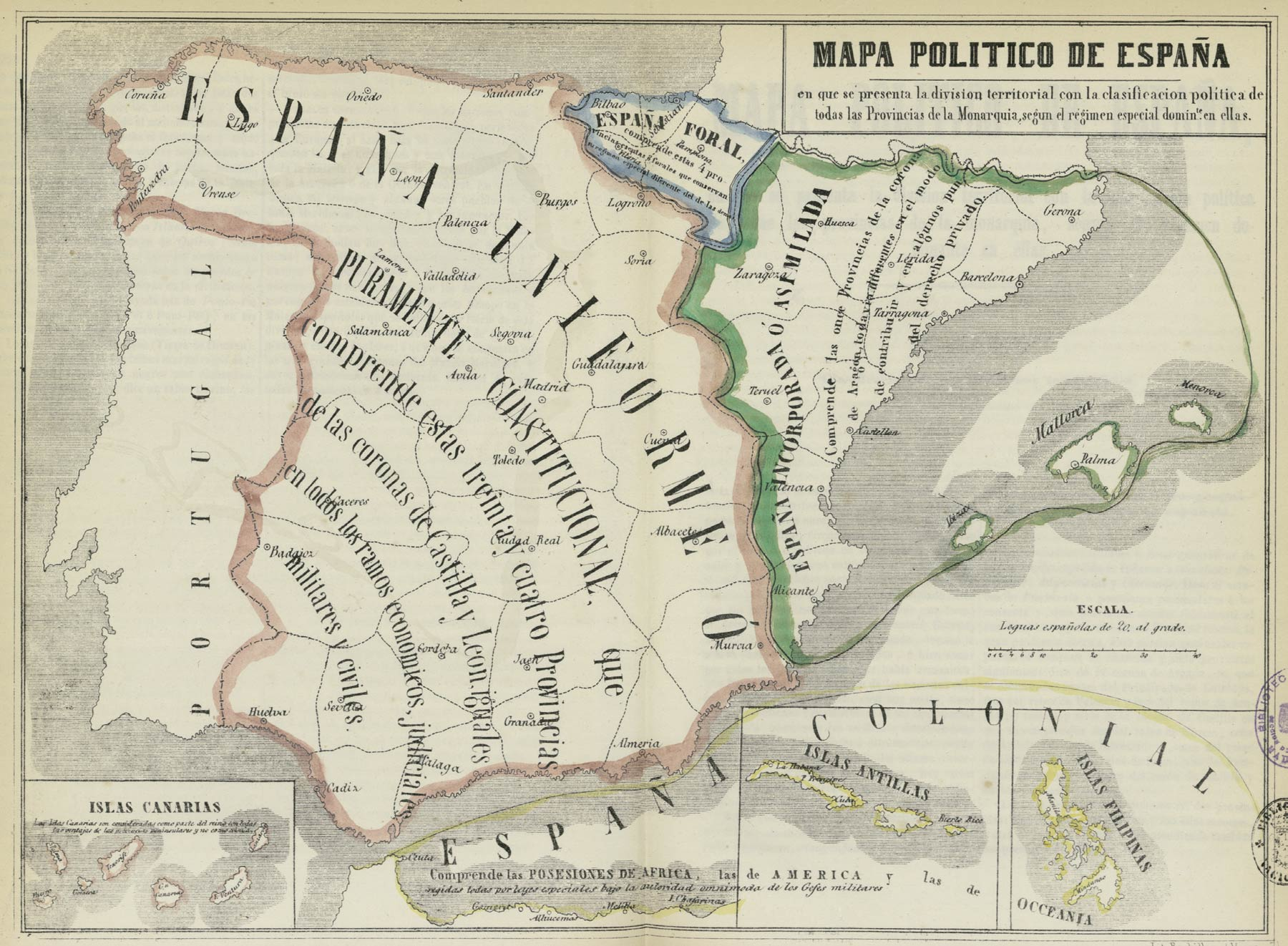
Mapa de España en que se presenta la división territorial con la clasificación de todas las Provincias de la Monarquía según el régimen legal especial común en ellos (Jorge Torres Villegas, 1852)

- Artículos relacionados: Proyectos de división territorial de España y División territorial de España en 1833

Se sustituye la organización de reinos y principados de hasta entonces por una organización únicamente provincial.

Del Real Decreto de 30 de noviembre de 1833, Art 2.º:
- "La Andalucía, que comprende los reinos de Córdoba, Granada, Jaén y Sevilla, se divide en las ocho provincias siguientes: Córdoba, Jaén, Granada, Almería, Málaga, Sevilla, Cádiz y Huelva.
- El de Aragón se divide en tres provincias, a saber: Huesca, Teruel y Zaragoza
- El principado de Asturias forma la provincia de Oviedo.
- Castilla la Nueva continúa dividida en las cinco provincias de Madrid, Toledo, Ciudad Real, Cuenca y Guadalajara.
- Castilla la Vieja se divide en ocho provincias, a saber: Burgos, Valladolid, Palencia, Ávila, Segovia, Soria, Logroño y Santander.
- Cataluña se divide en cuatro provincias, a saber: Barcelona, Tarragona, Lérida y Gerona.
- Extremadura se divide en las de Badajoz y Cáceres.
- Galicia en las de Coruña, Lugo, Orense y Pontevedra.
- El Reino de León en las de León, Salamanca y Zamora.
- El antiguo Reino de Navarra en la provincia Navarra.
- El de Murcia en las de Murcia y Albacete.
- El de Valencia en las de Valencia, Alicante y Castellón de la Plana.
- Vitoria, Bilbao y San Sebastián son las capitales de las provincias de Álava, Vizcaya y Guipúzcoa, respectivamente.
- Palma la de las Islas Baleares.
- Santa Cruz de Tenerife la de las Islas Canarias".

#### La ley paccionada
Al finalizar la primera guerra carlista (1839), en el Convenio de Vergara el general Espartero se compromete a que los fueros de Navarra se mantendrían o modificarían, pero no se suprimirían.
El resultado final de este compromiso es la Ley Paccionada, por la que Navarra pasa a ser provincia en vez de reino, pero mantiene algunos de sus privilegios. Navarra hasta entonces había acuñado moneda propia con la sola inscripción "Reino de Navarra" y mantenía aduanas en el Ebro.
Como se puede apreciar en el mapa de la derecha, extraído de la publicación Cartografía hispano-científica o sea los mapas españoles: en que se representa a España bajo todas sus diferentes fases de D. Francisco Jorge Torres Villegas, editada en Madrid en 1852 y 1857. España, según el régimen especial común de sus provincias, se podía considerar compuesta por una España Uniforme o Puramente Constitucional, que corresponde a los antiguos territorios de la Corona de Castilla, una España Incorporada o Asimilada, que corresponde a los antiguos reinos de la Corona de Aragón, y una España Foral, formada por Navarra y las Provincias Vascongadas.
La reducción foral y el recorte de autonomía provincial fue duramente contestada, convirtiéndose en uno más de los motivos de las guerras carlistas.

### Revolución de 1868
Tras la revolución de septiembre de 1868 que supuso el destronamiento de la reina Isabel II, se empieza a utilizar oficialmente la denominación España, en singular. Las monedas emitidas en esa época llevan la leyenda España.

### Amadeo de Saboya
Es el primero en denominarse oficialmente Rey de España. A partir de él, todos los demás reyes de España mantienen esa denominación.
En algunas corrientes del pensamiento intelectual y político se generaría una más de las interminables «cuestiones» llamadas «problemas» por determinadas facciones políticas a lo largo del siglo XIX, como la del ser o no Ser de España.

## Historia reciente
La definitiva supresión de la autonomía provincial en favor del poder central inició el surgimiento de movimientos nacionalistas que perduran todavía en nuestros días.
En 1975 se descoloniza el Sahara español, adquiriendo España la extensión territorial que ha perdurado hasta la actualidad. Sin embargo, ante el derecho internacional Sahara Occidental sigue siendo de iure colonia española.
Por la Constitución de 1978 se crean las comunidades autónomas. El Estado se irá descentralizando progresivamente, relegando competencias a las comunidades autónomas.

## España: Descubierta desde el exterior
Ya desde temprano se comienza a hablar de España en el exterior. La palabra "español", el gentilicio, es un término provenzal que se comienza a usar en el siglo XI. Antes de que aparezca el concepto de español entre los reinos peninsulares cristianos, en Europa ya se habla de España en términos adulatorios o despectivos cuando sus reinos comienzan a extenderse. Guicciardini y Castiglioni en el siglo XVI se refieren a una nación española.
El francés Rober Gauguin en 1468 se refiere despectivamente a los españoles (Españoles, negados para artes e ignorantes), y le seguirá la "leyenda negra" desde Inglaterra con ejemplos como Apología (Orange, 1581) o Antiespañol (Arnauld, 1590).
Argumentos que son contestados desde el interior, pero que no logran influencia en el exterior; así Juan Pablo Mártir Rizo en 1626 expresa: Los españoles son ejemplo que no parece excepción, pues siendo generalmente de estatura pequeña, la grandeza del corazón es tan grande que les da aliento, de forma que con su propio valor se han hecho dueños del mundo.
A Francia se le responde sus ataques aduciendo la riqueza geográfica de España, su industriosidad (lanas y telas) y su riqueza cultural e histórica, como muestran los siguientes términos: Tú Francia, fuiste sujeta por Césares, antes de 3 años, Hispania lo fue por Catones, Escipiones, Sertorios, Pompeyos y Césares no antes de 200 [...] Si amas poetas oradores a Séneca, Quintiliano, Lucano, Marcial, Trogo, Pompeyo.